# 翁本
昭翁本（Chao Ong Boun，？—1781年11月），又名帕昭西里本亚桑（ພຣະເຈົ້າສິຣິບຸນຍະສານ，Phrachao Siribounyasan）、賽亞·賽塔提拉三世，寮國歷史上萬象王國的第三代國王，1767年至1781年在位。
翁本是賽塔提拉二世的次子，於1735年被任命為川壙總督。1767年，哥哥翁隆去世，無嗣。在帕沃的支持下，翁本成為萬象國王。
此時的萬象是緬甸的一個附屬國。緬甸國王將寮國諸王國當作是向東擴張的基地。因此，暹羅王鄭昭決定入侵寮國諸王國。1778年，頌德昭披耶·瑪哈甲沙色（後來的拉瑪一世）率領一支暹羅軍隊入侵萬象。在四個月的圍城戰之後，首都被暹羅佔領。
翁本逃入叢林，最終，他決定向暹羅人投降。此後，萬象成為暹羅的屬國。他的大部份孩子被帶往吞武里充當人質，其中包括南塔森、因塔翁、昭阿努和坎文。後來坎文成為拉瑪一世的妃子。
然而，翁本在1780年起兵反抗暹羅，他殺死了暹羅任命的總督披耶·索普（Phraya Supho）。1781年11月，他被暹羅擒獲並處死。
| 翁本 萬象王國出生于：?逝世於：1781年11月 | 翁本 萬象王國出生于：?逝世於：1781年11月 | 翁本 萬象王國出生于：?逝世於：1781年11月 |
| ---------------------------------------- | ---------------------------------------- | ---------------------------------------- |
| 前任： 翁隆                              | 萬象王國國王 1767 – 1781                 | 繼任： 南塔森                            |